# Trybunał inkwizycji w Awinionie
Trybunał inkwizycji w Awinionie – trybunał inkwizycji rzymskiej z siedzibą w Awinionie, papieskiej eksklawie w południowo-wschodniej Francji. Istniał w latach 1541–1790, był kierowany przez dominikanów.

## Historia
W latach 1309–1377 Awinion był główną siedzibą papieży (tzw. niewola awiniońska). W 1348 papież Klemens VI wykupił miasto z rąk królowej Neapolu Joanny I i odtąd przez prawie cztery i pół wieku należał do Państwa Kościelnego. Od 1430 władzę w imieniu papieża nad Awinionem i Hrabstwem Venaissin sprawował kardynał legat. Ponieważ często rezydował on w Rzymie, faktyczną władzę wykonywał obecny na miejscu wicelegat.
Awinion od XIII wieku należał do prowincji inkwizytorskiej Prowansji, rozciągającej się od Rodanu do Alp na wschodzie i Lyonu na północy, w której działalność inkwizytorską prowadzili głównie franciszkanie. Od XIV do początku XVI wieku ich głównym celem były wspólnoty waldensów w Alpach, jednak represje przeciwko nim były mało skuteczne. Od czasu do czasu organizowane były nawet zbrojne ekspedycje przeciwko heretykom – najbardziej znaną jest krucjata przeciw waldensom w 1487-1488. Nie przynosiły one jednak trwałych rezultatów, a w drugiej połowie XV wieku i na początku wieku XVI waldensi zdołali nawet uzyskać pewną ochronę ze strony monarchii francuskiej. W 1509 uzyskali unieważnienie części konfiskat dokonanych w latach 1487-89, a na początku lat 30. XVI wieku dominikański inkwizytor Jean de Roma musiał stawić się przed parlamentem w Aix-en-Provence by odpowiedzieć na zarzuty o stosowanie okrutnych tortur wobec waldensów.
Sytuacja zmieniła się wraz z nastaniem reformacji. Obawiając się infiltracji terytorium papieskiego wokół Awinionu przez protestantów, papież Paweł III polecił wicelegatowi Jacopo Sadoleto utworzenie w Awinionie trybunału inkwizycyjnego. Pierwszym inkwizytorem został dominikanin Bernard Bérard d'Arles, mianowany w kwietniu 1541. Początkowo jednak rola inkwizytora w zwalczaniu herezji protestanckiej była podrzędna, był zaledwie asystentem w trybunale legata papieskiego. Dopiero w 1569 papież Pius V przyznał inkwizytorowi awiniońskiemu takie same kompetencje, jakie mieli inkwizytorzy włoscy. Mimo to, dwóch kolejnych inkwizytorów (w 1571 i w 1590) mianował wciąż legat papieski w Awinionie, a dopiero w 1601 prawo nominacji inkwizytorskich przejęła bezpośrednio utworzona w 1542 Kongregacja Świętego Oficjum w Rzymie.
W latach 40. i 50. XVI wieku papiescy wicelegaci blisko współpracowali z francuskim parlamentem w Aix-en-Provence. W 1545 doszło do zorganizowania wspólnej ekspedycji zbrojnej przeciwko waldensom, która zakończyła się masakrą kilku tysięcy podejrzanych oraz licznymi procesami i konfiskatami wobec tych, którzy przeżyli.
W 1564 władze papieskie wydały zarządzenie, że żaden protestant nie może zamieszkiwać ani posiadać dóbr w Awinionie ani Hrabstwie Venaissin. W ciągu następnej dekady ogłoszono prawie tysiąc wyroków śmierci lub wygnania, połączonych z konfiskatą majątku, choć wiele z tych wyroków było zaocznych.
W 1581–1582 trybunał awinioński skazał na śmierć 19 domniemanych czarownic. Było to jedno z największych i zarazem jedno z ostatnich polowań na czarownice organizowanych przez rzymską inkwizycję. Procesom tym przewodniczył wiceinkwizytor Sebastian Michaelis.
W XVII wieku (szczególnie po 1620) stopniowo wzrastała zależność trybunału awiniońskiego od Kongregacji Świętego Oficjum w Rzymie. Zachowana korespondencja wskazuje, że inkwizytorzy konsultowali z Rzymem decyzje nawet w bardzo błahych sprawach. Ich głównymi zadaniami w tym czasie były zwalczanie kwietyzmu i jansenizmu, cenzura publikacji, nadzorowanie kaznodziejów oraz lokalnej społeczności żydowskiej, a także przyjmowanie abiuracji od nawracających się protestantów z Francji i Szwajcarii.
Kres trybunału inkwizycyjnej w Awinionie przyniosła wielka rewolucja francuska z 1789. W 1790 wojska rewolucyjnej Francji zajęły Awinion i Hrabstwo Venaissin i wygnały miejscowe władze papieskie, w tym ostatniego inkwizytora Jean-Baptiste Mabila. Rok później Awinion został formalnie anektowany przez Francję.

## Organizacja
Na czele trybunału stał inkwizytor z zakonu dominikanów. Jego jurysdykcji podlegały diecezje Awinionu, Vaison, Carpentras i Cavaillon. W siedzibie każdej diecezji rezydował podległy mu wiceinkwizytor. Formalnie inkwizytor podporządkowany był kardynałowi legatowi w Awinionie (zwykle reprezentowanym przez wicelegata), choć od 1601 mianowany był bezpośrednio przez Kongregację Świętego Oficjum w Rzymie. W trybunale zasiadali także konsultorzy (teologowie i prawnicy) oraz przedstawiciele miejscowego biskupa.

## Statystyki
Nie zachowało się oryginalne archiwum trybunału awiniońskiego. Zachowało się jednak dostatecznie dużo dokumentów (między innymi korespondencja z Kongregacją Świętego Oficjum, przechowywana w Watykanie), pozwalających na podanie liczb obrazujących skalę jego aktywności. W ciągu 1545 z wyroku inkwizycji spalonych zostało 16 waldensów, a do pojedynczych egzekucji kaznodziei hugenockich doszło też w 1554 i 1557. W latach 1566–1574 inkwizycja ogłosiła natomiast aż 818 wyroków śmierci i konfiskaty dóbr. Wiele z tych wyroków było zaocznych, ale dokładne proporcje nie są znane. Wobec co najmniej 97 innych osób zastosowano lżejsze kary, ale również skonfiskowano ich majątki. Natomiast w latach 1581–1582 spalono na stosie 19 osób podejrzanych o czary. Łącznie daje to co najmniej 855 wyroków śmierci, aczkolwiek nie wiadomo, jak wiele spośród nich rzeczywiście wykonano.
W latach 1676–1686 dwustu siedemdziesięciu jeden hugenotów dokonało abiuracji przed trybunałem awiniońskim.

## Lista inkwizytorów
- Bernard Bérard d'Arles OP (1541–1571)
- Flory Provin OP (1571–1589)
- Louis de Vervins OP (1590–1600)
- Etienne Lemaire OP (1601–1609)
- Sebastian Michaelis OP (1609–1618)
- Claude Dubel OP (1618–1621)
- Jacques Villate OP (1622–1624)
- Pierre Dambruc OP (1624–1632)
- Jean Ferrand OP (1632–1651)
- Pierre Dufour OP (1651–1658)
- Jean Icard OP (1658–1674)
- Henri de Perussis OP (1674–1681 i ponownie 1681–1695)[1][2]
- Jerome de Grasse OP (1681 i ponownie 1695–1697[1][2]
- Pierre La Crampe OP (1697–1709)[1]
- Joseph d'Albret OP (1709–1735)[1]
- Nicolas Bremond OP (1735–1743)[1]
- Hyacinthe de Sainte-Croix OP (1743–1753)[1]
- Jean-Baptiste Mabil OP (1753–1790)[1]